# Elio Andriuoli
Elio Andriuoli (Genova, 13 febbraio 1932 – Napoli, 22 aprile 2024) è stato un poeta, critico letterario e insegnante italiano.

## Biografia
Elio Andriuoli nacque il 13 febbraio 1932 a Genova dove visse a lungo esercitandovi per molti anni la professione di docente.
Iniziò a pubblicare le sue raccolte poetiche nel 1960. Scrisse prefazioni per diversi autori tra cui Silvano Demarchi, Grazia Raffa, Ada Felugo, Liliana Cusin Martino ed Enrico Milalbo
Svolse ricerche sulla poesia e sul teatro liguri; nel 1993 un suo saggio sull'argomento fu inserito in un volume di storia della letteratura italiana.
In collaborazione con Silvano Demarchi pubblicò un'antologia poetica.
Nel 1994 venne pubblicata una traduzione in tedesco di sue poesie unitamente a quelle di Silvano Demarchi e Guido Zavanone. Nel 1996 venne pubblicata un'antologia delle sue poesie, con prefazione di Bruno Rombi, dall'Editrice "Europa" di Craiova, con la versione romena a fronte di Stefan Damian, docente di quella Università. Nel 1998 curò con Sandro Gros-Pietro un'antologia per proposte e per testimonianze della poesia contemporanea. Nel 2002 una scelta delle sue poesie, con prefazione di Bruno Rombi, fu tradotta in lingua francese da Monique Baccelli e pubblicata nella collana diretta da Jean-Paul Mestas.
Alcune delle sue poesie, tradotte da Jolka Milic, furono pubblicate in lingua slovena. Critici letterari come Giorgio Caproni e Giorgio Barberi Squarotti ne riconobbero il valore della sua poetica.

Fu condirettore del Nuovo Contrappunto: arte, cultura, varietà e collaborò a numerose riviste letterarie, tra le quali Resine, Issimo, L'Agave, Vernice e La Nuova Tribuna Letteraria.
Fece parte di commissioni per assegnare premi letterari. Presiedette la giuria per il Premio di poesia e narrativa Il Golfo di La Spezia e quella del Premio "Giulio Stolfi" di Pignola (Potenza).
Morì a Napoli il 22 aprile 2024 all'età di 92 anni.

## Opere

### Saggi
- Venticinque poeti: ricerche sulla poesia del Novecento in Liguria, Savona, Sabatelli, 1987, SBN NAP0224369.
- Dieci drammaturghi e quattro poeti drammaturghi: ricerche sul teatro del Novecento in Liguria, Savona, EL, 1995, ISBN 88-8055-147-7.
- Elio Fiore, in Vernice: rivista di formazione e cultura, vol. 2, n. 6/7, 1996,  pp. 77-119.
- La poesia di Guido Zavanone tra il sentimento dell'effimero e la ricerca dell'eterno, Recco, Le mani, 2002 (stampa 2003), ISBN 88-8012-245-2.
- Elio Andriuoli e Liliana Porro, Francesco D'Episcopo tra poesia e prosa, prefazione di Maria Gargotta, Napoli, Graus, 2022, ISBN 978-88-8346-897-1.

### Raccolte di poesie
- Il tuo volto si perde, Padova, Rebellato, 1960, OCLC 955875824. (opera prima).
- La tromba d'oro, Padova, Rebellato, 1971, OCLC 956112512.
- La spirale dei giorni, Abano Terme, Il Gerione, 1973, OCLC 799290796.
- Quartine, Abano terme, Il Gerione, 1975, SBN LIG0050243.
- Fughe nel tempo, Bolzano, Edinord, 1976, OCLC 955895029.
- Equinozio, Bolzano, Edinord, 1979, OCLC 860610898.
- Reperti, Savona, Sabatelli, 1984, OCLC 860611171.
- Stagioni, Sarzana, Zappa, 1986, SBN LIG0026978.
- Maree, presentazione di Francesco De Nicola, Savona, Sabatelli, 1990, SBN RMR0019913.
- La traccia nel labirinto: poesie scelte, 1979-1990, presentazione di Graziella Corsinovi, Savona, Sabatelli, 1991, SBN PAL0041571.
- Itinerari, antologia e prefazione di Bruno Rombi, Craiova, Editura Europa, 1996.
- Epifanie, Torino, Genesi, 1996, ISBN 88-86313-54-3.
- Scirocco, Ragusa, Libroitaliano, 2003, ISBN 88-7355-526-8.
- Il caos e le forme, Torino, Genesi, 2004, ISBN 88-7414-056-8.
- Per più vedere, Torino, Genesi, 2007, ISBN 978-88-7414-169-2.
- Le vie della saggezza, Genova, De Ferrari, 2009, ISBN 978-88-6405-040-9.
- L'azzardo della voce, 2. ed. ampliata, Torino, Genesi, 2011, ISBN 978-88-7414-293-4.

## Principali riconoscimenti e premi
- "David" di Carrara (2001)
- "Salò" (2004)
- "Milano Duomo" (2005)
- "Anthia" (2007)
- "I Murazzi" (2010)